# عبدالله بن شبیل احمسی
عبدالله بن شبیل احمسی از فرماندهان نظامی عرب بوده‌است. در زمان خلافت عثمان، وقتی مردم آذربایجان شورش می‌کنند. ولید بن عقبه حاکم کوفه در سال ۲۴ یا ۲۵ یا ۲۸ هجری وی را با سپاهی به آنجا می‌فرستد. وی شورش را در طیلسان و مغان سرکوب می‌کند و وقتی مردم درخواست صلح می‌دهند، با مردم آنجا طبق معاهده‌ای که پیشتر در زمان فتح آذربایجان حذیفه بن یمان منعقد کرده بود، صلح می‌کند و هشتصد هزار درهم غنیمت می‌گیرد.
علی بن ابی طالب در دوران خلافت خود، فرماندار آذربایجان، قیس بن سعد بن عباده را به خوش رفتاری با وی توصیه می‌کند زیرا او را آرام و فروتن، خوش رویّه و در مسیر هدایت می‌داند. علی هنگامی که در سال آخر خلافت مهیای جنگ با معاویه می‌شد، قیس را از آذربایجان فرامی خواند و دستور می‌دهد عبدالله بن شبیل احمسی را به جای خود برگمارد.